# Mikhaïl Mestetski
Mikhaïl Léonidovitch Mestetski (en russe : Михаил Леонидович Местецкий ; en anglais : Mikhail Mestetsky), né le 9 octobre 1980 à Kalinine (aujourd'hui Tver), est un réalisateur et scénariste russe.

## Biographie
Mikhaïl Mestetski est issu d'une famille d'intellectuels universitaires moscovites. Il termine la faculté de lettres de l'université d'État des sciences humaines de Russie en 2003, puis entre aux cours supérieurs des scénaristes et réalisateurs de Moscou où il étudie notamment auprès de Vladimir Naoumov, d'Andreï Dobrovolski et d'Evgueni Mitko. Il est diplômé en 2006.
Il est l'auteur de courts métrages dont certains remportent des prix, parmi lesquels le grand prix du festival de Shanghai et le grand prix du court métrage du festival Kinotavr. Il fonde en 2012 le groupe musical Chklovski («Шкловский»), qui donne fréquemment des représentations, sort des albums et enregistre des clips. Mikhaïl Mestetski reçoit en 2016 le prix du meilleur scénario Slovo pour son long métrage L'Union des chiffes molles «Тряпичный союз». Ce film est également distingué comme meilleur film au festival d'Honfleur du cinéma russe en novembre 2016,.

## Filmographie

### Réalisateur
- 2007 : Il n'y a pas et il n'y aura pas de lumière (Света нет и не будет)
- 2011 : Détails mineurs d'un épisode aléatoire (Незначительные подробности случайного эпизода)
- 2012 : Jambes - atavisme (Ноги — атавизм)[7],[8]
- 2015 : L'Union des chiffes molles (Тряпичный союз)
- 2023 : Année de naissance (ru) (Год рождения)[9]

### Scénariste
Mikhaïl Mestetski est scénariste de toutes ses réalisations.
- 2011 : Écureuil et Flèche : famille espiègle (Белка и Стрелка: Озорная семейка) (série télévisée)
- 2012 : Le Légendaire n°17 (Легенда №17) : biographie du champion soviétique de hockey sur glace Valery Kharlamov (1948-1981) [10] ; co-scénariste avec Nikolaï Koulikov[1]
- 2015 : les Super Bobrov (СуперБобровы)
- 2016 : Le Bon Garçon (Хороший мальчик) ; co-scénariste avec Roman Kantor

### Compositeur
- 2012 : Jambes - atavisme (Ноги — атавизм)

### Monteur
- 2011 : Détails mineurs d'un épisode aléatoire (Незначительные подробности случайного эпизода)

## Récompense
- Festival du cinéma russe à Honfleur 2016 : Prix du meilleur film pour son film Rag Union.